# 1273
1273 (MCCLXXIII) fue un año común comenzado en domingo del calendario juliano.

## Acontecimientos
- 18 de diciembre – Un terremoto destruye la ciudad italiana de Potenza
- Alfonso X el Sabio crea el Honrado Concejo de la Mesta de Pastores
- Rodolfo I de Habsburgo es elegido "Rey de los Germanos"

## Nacimientos
- Abulfeda, historiador y geógrafo árabe.

## Fallecimientos
- Balduino II, último emperador latino de Constantinopla.
- Adelaida de Borgoña, duquesa consorte de Brabante.